# Enin-Metathese
Die Enin-Metathese ist eine Reaktion in der organischen Chemie, bei der aus einem Alken und einem Alkin durch einen Carbenkomplexkatalysator ein konjugiertes 1,3-Dien entsteht. Sie gehört zu den Olefinmetathesen und ist mechanistisch und formal eng mit der Alkenmetathese und der Alkinmetathese verbunden.

## Allgemeines
Läuft die Enin-Metathese intermolekular zwischen einem Alken und einem Alkin ab, spricht man von einer Kreuz-Enin-Metathese. Liegen beide funktionellen Gruppen in einem Molekül (Enin) vor, läuft die Reaktion intramolekular ab und wird Enin-Ringschluss-Metathese genannt. Die Triefkraft derartiger Reaktionen ist die Bildung eines thermodynamisch stabilen konjugierten Doppelbindungssystems im Produkt.
Daher verläuft die Reaktion – anders als die Alkenmetathese – irreversibel. Weiterhin ist die Reaktion atomökonomisch.
Die Enin-Ringschluss-Metathese besitzt eine höhere Relevanz als die Enin-Kreuz-Metathese und ist besonders in der Synthese von Heterocyclen und Naturstoffen nützlich.

## Kreuz-Enin-Metathese
Bei der Kreuz-Enin-Metathese reagiert ein Alken mit einem Alkin an den jeweiligen Mehrfachbindungen. Im Produkt findet sich eine Einfachbindung an der Stelle der ehemaligen Dreifachbindung:
In der Regel ist die Reaktion nicht stereoselektiv, sodass (E)- und (Z)-Isomere entstehen.

## Enin-Ringschluss-Metathese
Bei der Enin-Ringschluss-Metathese reagiert die Alkin-Gruppe eines Enins mit der Alkengruppe unter Ringbildung. Dabei muss die Alkengruppe terminal stehen. Bei der Reaktion können zwei Produkte entstehen, die sich in der Ringgröße um ein C-Atom unterscheiden. Auch hier ist im Produkt eine Einfachbindung an der Stelle der ehemaligen Dreifachbindung. Im Reaktionsschema ist eine exemplarische Ringschlussmetathese mit Fünf- und Sechsringbildung zu sehen.
Liegen in einem acyclischen Molekül mehrere Doppel- und Dreifachbindungen vor, können mehrere Enin-Ringschluss-Metathesen ablaufen, wobei dann ein polycyclisches Produkt gebildet wird. Dieser Spezialfall wird auch Tandem-Enin-Metathese genannt.